# Letizia Lamartire
Letizia Lamartire (née en 1987) est une scénariste et réalisatrice italienne.

## Biographie
Letizia Lamartire est diplômée du Conservatoire Niccolò Piccinni  de Bari, après avoir terminé ses études de musique et d'interprétation à l'Académie du spectacle Unika de la même ville. Elle est admise au cours de direction du Centro sperimentale di cinematografia de Rome où elle obtient son diplôme en 2016 avec le court métrage Piccole italiane. Son premier long métrage, Saremo giovani e bellissimi, a été projeté à la Semaine Internationale de la Critique de la Mostra de Venise 2018 et a été récompensé le 11 novembre 2018 au festival du film italien de Villerupt.
Elle réalise ensuite Il Divin Codino : L'art du but par Roberto Baggio, biopic sur le footballeur Roberto Baggio, diffusé en 2021 sur Netflix.

## Filmographie
- 2018 : Saremo giovani e bellissimi[5].
- 2019 : Baby (Série TV) (6 épisodes) [6].
- 2021 : Il Divin Codino : L'art du but par Roberto Baggio (Il Divin Codino)
- 2023 : Lidia fait sa loi

### Courts métrages
- 2015 : Ii nostro segreto
- 2016 : Piccole italiane (Semaine internationale de la critique, Venise, 2017[7].

## Distinctions

### Récompense
- Festival du film italien de Villerupt 2018 : Amilcar du jury du meilleur film pour Saremo giovani e bellissimi

### Sélection
- Mostra de Venise 2018 : sélection à la Semaine internationale de la critique pour Saremo giovani e bellissimi